# Разак Пімпонг
Разак Пімпонг (англ. Razak Pimpong, нар. 30 грудня 1982, Аккра) — ганський футболіст, що грав на позиції півзахисника.
Виступав, зокрема, за «Мідтьюлланд» та «Копенгаген», а також національну збірну Гани.

## Клубна кар'єра
Розпочав грати у футбол в Гані за клуби «Голден Туліп» та «Аккра Грейт Олімпікс». У 2000 році Пімпонг підписав контракт з данським клубом «Мідтьюлланд» і переїхав з Гани в Данію. Відіграв за команду з Гернінга наступні шість сезонів своєї ігрової кар'єри. Більшість часу, проведеного у складі «Мідтьюлланда», був основним гравцем команди.
У липні 2005 року Пімпонг погодився на перехід в данський топ-клуб — «Копенгаген» з січня 2006 року. Незважаючи на те, що ганець з «Копенгагеном» став чемпіоном Данії, він так і не зміг стати основним гравцем. Свій єдиний м'яч за клуб він забив у квітні 2006 року, у фіналі Королівської ліги проти шведського «Ліллестрема». Цей м'яч став переможним. Пімпонг вийшов на поле на 69 хвилині і забив м'яч на 89 хвилині гри. Був видалений з поля за те, що занадто бурхливо святкував забитий м'яч.
2007 року Пімпонг перейшов у норвезький клуб «Вікінг». Сума трансферу склала близько 4 млн норвезьких крон. Контракт був укладений на три роки. Також здавався в оренду в «Олесунн».
У 2009 році Пімпонг підписав контракт з єгипетським клубом «Аль-Масрі». Підписання контракту завершилося 25 січня. Кілька місяців потому, 27 липня 2009 року Пімпонг повернувся в Данію, уклавши контракт з клубом «Віборг».
24 червня 2013 року він оголосив про свою відставку з професійного футболу, але через місяць він висловив жаль з приводу свого рішення та повернувся у футбол, підписавши 6-місячну угоду з клубом «Рінгкебінг» з третього за рівнем дивізіону Данії, після чого остаточно завершив кар'єру.

## Виступи за збірну
Виступав за молодіжну збірну, з якою став фіналістом на Чемпіонаті світу серед молодіжних команд 2001 року в Австралії. Також був членом олімпійської збірної Гани, яка зайняла на олімпійському турнірі 2004 року третє місце в групі B і не зуміла пробитися у наступний раунд.
2002 року дебютував в офіційних матчах у складі національної збірної Гани. У складі збірної був учасником чемпіонату світу 2006 року у Німеччині. На чемпіонаті світу показав відмінний дриблінг, але не зумів забити жодного м'яча і не реалізував кілька гольових моментів.
Протягом кар'єри у національній команді, яка тривала 5 років, провів у формі головної команди країни 10 матчів, забивши 1 гол.

## Титули і досягнення
- Чемпіон Африки (U-17): 1999
- Чемпіон Данії (1):

«Копенгаген»: 2006/07